# La Vela de Coro
La Vela de Cor (nom original: La Vela de Coro) és una ciutat i port de Veneçuela, capital del municipi Colina de l'estat Falcón. En les seves proximitats se situa el Port de Muaco, port d'intercanvi comercial amb les veïnes illes de les Antilles Holandeses. Es troba virtualment unida a la capital de l'estat Santa Ana de Cor, ciutat amb la qual forma una conurbació. Té 41.530 habitants en el municipi (cens 2011).
És posseïdora de riques manifestacions culturals, és enlluernadora la bellesa arquitectònica de la Vela, on es poden admirar cases del segle xvii. Coneguda també a nivell internacional en matèria cultural per la tradicional Festa dels Bojos o Els Bojos de la Vela, la qual es realitza tots els 28 de desembre en el marc del dia dels Sants Innocents. Aquesta trobada s'executa per recordar “la matança sagrada ordenada per Herodes amb la finalitat de llevar-li la vida al nen Déu”. Els participants d'aquesta festa s'agrupen en el que s'anomena “Locaínas” i van mudats amb roba multicolor pels carrers del poble, també se celebra la denominada "Marxa de la Fe" que celebra la Verge de Guadalupe, patrona de l'estat Falcón, i que reuneix tots els 12 de desembre a unes 300.000 persones.
Va ser fundada el 1528 i declarada Patrimoni de la Humanitat el 9 de desembre de 1993 per la Unesco juntament amb Santa Ana de Cor en assemblea realitzada a la ciutat colombiana de Cartagena d'Índies, per posseir un nucli històric molt bé preservat que combina els estils holandès i espanyol utilitzant tècniques originàries dels indígenes americans.
En l'actualitat el govern nacional emprèn inversions dirigides a preservar la seva rica arquitectura, el seu nucli històric està sent intervingut per a la seva millora i conservació, així mateix es va acabar de construir a la vora del mar el Passeig "Generalísimo Francisco de Miranda", per commemorar els 200 anys (el 2006) de l'arribada del "caraqueño universal" en la seva expedició llibertadora a costes corianas en la qual va portar la bandera que amb el temps es convertiria en l'oficial de Veneçuela, Colòmbia i l'Equador.

## Història
La Vela de Cor va ser el primer port de la ciutat de Cor i de la Província de Veneçuela. Les contínues arribades de pirates durant els segles xvi i xvii van deixar la seva petjada en el nom perquè era el lloc de 'vigília" i "port de vela" de la ciutat. A la fi del segle xviii va sofrir les envestides i amenaces constants de països enemics d'Espanya i va compartir amb la ciutat tota la sort de vicissituds durant els moviments llibertaris i les guerres civils del segle xix.
En La Vela de Cor, el Generalísimo Francisco de Miranda el 3 d'agost de 1806, en el Fortí de Sant Pere, va hissar per primera vegada en territori veneçolà la bandera tricolor. A la Vela de Cor va desembarcar el 1849 José Antonio Páez per fer la seva revolució; el General Ezequiel Zamora el 1859 durant la Guerra Federal; León Pujol el 1874; i a la Veneçuela contemporània durant el govern de Juan Vicente Gómez, a les platges de Muaco en 1929, va arribar la invasió des de Curaçao de valerosos corianos al costat d'estudiants i cabdills que enfrontaven decididament al dictador.
Segons algunes fonts el nom de "La Vela de Cor" prové de la por que generava el "Monstruós Carvajal" (Juan de Carvajal). Els seus habitants passaven la nit "vetllant" sobre les armes, tement a cada moment que el sanguinari governador vingués a degollar-los, -Viatger d'Índies, Francisco Herrera Luque.